# Колібрі-пухоніг болівійський
Колі́брі-пухоні́г болівійський (Ocreatus addae) — вид серпокрильцеподібних птахів родини колібрієвих (Trochilidae). Мешкає в Перу і Болівії. Раніше вважався підвидом віхтьохвостого колібрі-пухонога, однак був визнаний окремим видом.

## Опис
Довжина самців становить 11-15 см, враховуючи хвіст довжиною 7-8,5 см, вага 2,5-2,7 г. Довжина самиць становить 7,6-9 см, враховуючи хвіст довжиною 3,5 см, вага 2,6-3,2 г. Самці мають переважно зелене, блискуче забарвлення, за очима білі плямки. У самців номінативного підвиду горло і живіт переважно білі, поцятковане зеленими плямами. У самців підвиду O. a. annae горло зелене, блискуче, живіт у них повністю зелений. Лапи покриті охристим пуховим пір'ям. Крайні стернові пера видовжені, мають голі стрижні, на кінці у них є "прапорці". Вони вигнуті в сторони і перехрещуються між собою. У представників номінативного підвиду "прапорці" темно-бронзово-фіолетові, у самців підвиду O. a. annae вони зеленувато-чорні. Дзьоб короткий, прямий, темно-сірий, довжиною 13 мм. Самиці мають менш яскраве забарвлення, райдужний відблиск в їх оперенні відсутній. Горло і нижня частина тіла у них білі, поцятковані зеленими плямами.

## Підвиди
Виділяють два підвиди:
- O. a. annae (Berlepsch & Stolzmann, 1894) — східні схили Анд в центральному і південному Перу;
- O. a. addae (Bourcier, 1846) — східні схили Болівійських Анд.

## Поширення і екологія
Болівійські колібрі-пухоноги мешкають на східних схилах Анд в Перу і Болівії. Вони живуть у вологих гірських тропічних лісах, на узліссях та у відкритих вторинних лісах. Зустрічаються переважно на висоті від 1600 до 2200 м над рівнем моря, місцями на висоті від 600 до 4000 м над рівнем моря. Під час негніздового періоду птахи здійснюють висотні міграції.
Болівійські колібрі-пухоноги живляться нектаром різноманітних квітучих рослин, зокрема з родів Palicourea, Clusia, Inga і Cavendishia, яких шукають на висоті від 6 до 18 м над землею, а також дрібними безхребетними, яких ловлять в польоті. Гніздування відбувається протягом всього року, в Колумбії переважно з січня по квітень. Гніздо невелике, чашоподібне, робиться з рослинних волокон і лишайників, розміщується на горизонтальній гілці, на висоті 6 м над землею. В кладці 2 яйця. Інкубаційний період триває 16-17 днів, пташенята покидають гніздо через 19-22 дні після вилуплення.